# Ola L. Mize

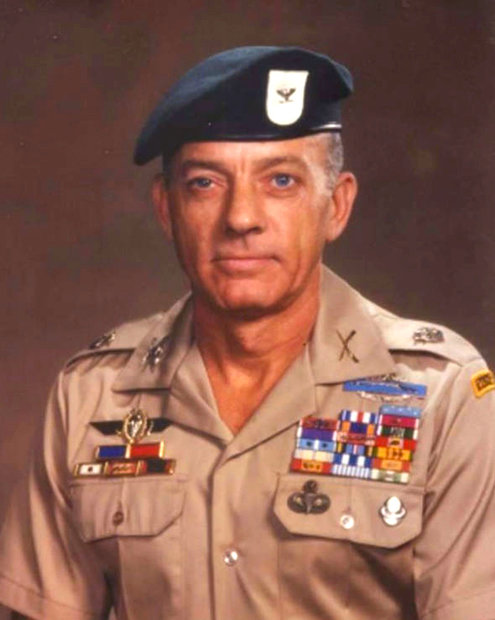
Ola Lee Mize.

Ola Lee Mize (28 de agosto de 1931 - 5 de marzo de 2014) fue un oficial del Ejército de Estados Unidos y un receptor de la Medalla de Honor por sus acciones en la guerra de Corea.

## Biografía
Mize nació en el condado de Marshall, Alabama, fue hijo de un aparcero. Abandonó la escuela después de noveno grado para ayudar a mantener a su familia. Después de varios años de trabajar por un salario bajo, trató de alistarse en el ejército pero fue rechazado por ser demasiado libiano, con 120 libras (54 kg). Lo intentó varias veces dándolo de alta y finalmente fue aceptado, uniéndose al ejército de Gadsden, Alabama.